# Ženklava
Ženklava (précédemment : Ženklab či Ženklev ; en allemand : Senftleben) est une commune du district de Nový Jičín, dans la région de Moravie-Silésie, en République tchèque. Sa population s'élevait à 1 098 habitants en 2021.

## Géographie
Ženklava se trouve à 4 km à l'ouest-sud-ouest de Štramberk, à 5 km au sud-ouest de Kopřivnice, à 8 km à l'est-sud-est de Nový Jičín, à 31 km au sud-sud-ouest d'Ostrava et à 270 km à l'est-sud-est de Prague.

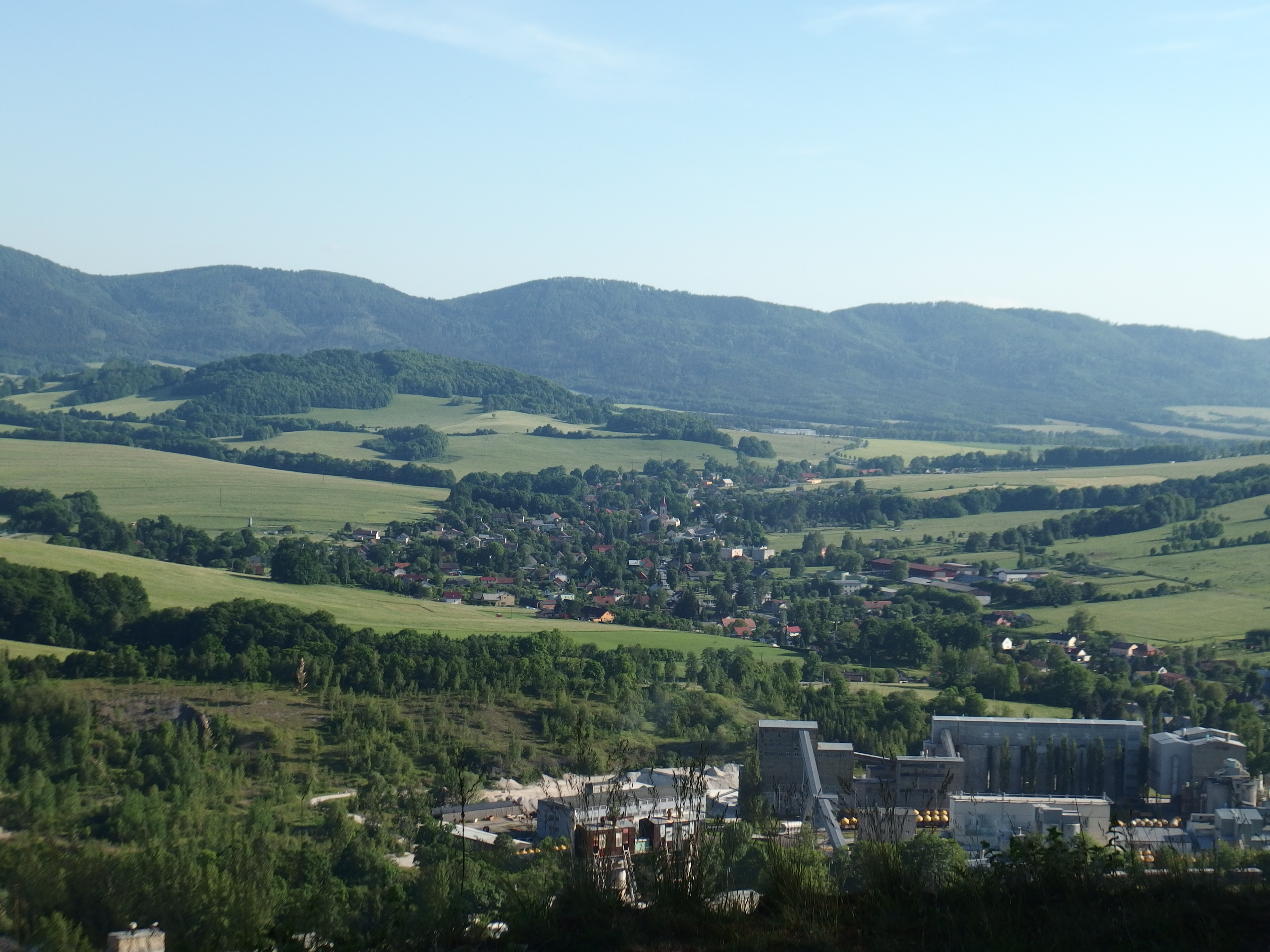
Ženklava : vue générale.

La commune est limitée par Štramberk au nord et au nord-est, par Lichnov à l'est, par Bordovice au sud-est, par Veřovice au sud, par Životice u Nového Jičína à l'ouest et par Rybi au nord-ouest.

## Histoire
La première mention écrite de la localité date de 1411.

## Transports
Par la route, Ženklava se trouve à 12 km de Nový Jičín, à 42 km d'Ostrava et à 342 km de Prague.